# Ото IV фон Зоненберг
Ото IV фон Валдбург-Зоненберг (на немски: Otto IV von Sonnenberg, Otto, Truchsess von Waldburg, Graf von Sonnenberg; * пр. 1452; † 21 март 1491,Констанц) от швабския графски род Валдбург-Зоненберг е като Ото IV епископ на Констанц (1474/1481 – 1491).

## Биография
Той е четвъртият син на имперски граф Еберхард I фон Валдбург-Зоненберг (1424 – 1479) и съпругата му графиня Кунигунда фон Монфор-Тетнанг († сл. 1463), дъщеря на граф Вилхелм IV фон Монфор-Тетнанг († ок. 1439) и графиня Кунигунда фон Верденберг-Хайлигенберг-Блуденц († 1443). Брат е на Еберхард II († 1483), Йохан († 1510) и Андреас († 1511).
Ото фон Зоненберг става през 1466 г. хорхер в Линдау. От 1472 г. е на служба на граф Еберхард V фон Вюртемберг-Урах. През 1474 г. той е домхер в Констанц.
След смъртта на епископ Херман († 18 септември 1474) папа Сикст IV (1471 – 1484) избира Лудвиг фон Фрайберг († пр. 6 ноември 1480) за епископ на Констанц. На 30 септември 1474 г. катедралният капител на Констанц обаче избира с мнозинство Ото фон Зоненберг за епископ на Констанц, който е подкрепян и от император Фридрих III. Така се създава епископският конфликт на Констанц, което руинира слабите финанси на манастира.
На 10 ноември 1480 г. папа Сикст IV го одобрява. На 31 март 1481 г. Ото е помазан за епископ на Констанц.

## Галерия
- Герб на Валдбург (1450 – 1480)
- Герб на Зоненберг